# گادکا (استان اشوی‌داشکسیه)
گادکا (به لهستانی: Gadka) یک منطقهٔ مسکونی در لهستان است که در گمینا میژتس واقع شده‌است. گادکا ۱٬۳۰۰ نفر جمعیت دارد.